# کایشو سانو
کایشو سانو (ژاپنی: 佐野 海舟؛ زادهٔ ۳۰ دسامبر ۲۰۰۰) یک بازیکن فوتبال اهل ژاپن است.که در باشگاه فوتبال کاشیما آنتلرز در پست هافبک بازی می کند.